# Национальный медицинский исследовательский центр имени академика Е. Н. Мешалкина
Национальный медицинский исследовательский центр имени академика Е. Н. Мешалкина  (ФГБУ «НМИЦ им. ак. Е.Н. Мешалкина» Минздрава России) — одно из крупнейших многопрофильных научных, клинических и образовательных учреждений специализированной медицинской помощи Министерства здравоохранения Российской Федерации. Расположен в Новосибирске.

## История
Институт экспериментальной биологии и медицины был создан в 1957 году в числе первых учреждений Сибирского отделения Академии наук СССР.
Возглавил Институт по приглашению академика М.А. Лаврентьева известный московский хирург Евгений Николаевич Мешалкин (1916–1997). К 1960 году вместе с Евгением Николаевичем в Сибирь уехала группа молодых талантливых кардиохирургов Москвы. К открытию Института госпитализации ожидали около 300 пациентов с различными патологиями. Мешалкинцы развернули большую хирургическую деятельность: оперировали все известные к тому времени пороки сердца и крупных сосудов. До переезда Е.Н. Мешалкина в Новосибирск кардиохирургии на востоке СССР не было: сотрудники Института экспериментальной биологии и медицины начали деятельность с нуля. Е.Н. Мешалкин считается одним из родоначальников кардиохирургии в Сибири.
Пока строился Академгородок и возводилось здание Института, специалисты работали в нескольких городских больницах. В 1963–1964 годах учреждение перешло в ведение Министерства здравоохранения РСФСР и сменило название на НИИ патологии кровообращения. В конце 1970-х годов Министерство здравоохранения построило для Института отдельное здание, коллектив, разбросанный по различным новосибирским больницам, снова собрался вместе.
В 2008 году Институту присвоено имя основателя академика Е.Н. Мешалкина. 28 ноября 2016 года Новосибирский научно-исследовательский институт патологии кровообращения имени академика Е.Н. Мешалкина реорганизован в Сибирский федеральный биомедицинский исследовательский центр имени академика Е.Н. Мешалкина, 12 июля 2017 года — Национальный медицинский исследовательский центр имени академика Е.Н. Мешалкина. За Уралом это единственное медицинское учреждение, получившее статус национального.
С 1980-х годов является комплексным медицинским центром: пациентам предоставляется весь объем помощи от всестороннего обследования до операции и реабилитации, возвращения к полноценной жизни.
В 1990–1999 годах директор — член-корреспондент РАН Елена Евгеньевна Литасова, в 1999–2019 годах — академик РАН Александр Михайлович Караськов, с 2019 года — член-корреспондент РАН Александр Михайлович Чернявский.

## Деятельность
Лечебная
Врачи выполняют все виды оперативных вмешательств на сердце и сосудах, включая операции у детей первых дней жизни, хирургию аорты, хирургическое лечение хронической тромбоэмболии легочной артерии. С 2009 года оказывают помощь пациентам, страдающим не только заболеваниями сердечно-сосудистой системы, но и нейрохирургической, онкологической или сочетанной патологией. Ежегодно проводят около 20 тысяч операций. Более 96,2 % всех вмешательств выполняются за счёт средств обязательного медицинского страхования или федерального бюджета и являются бесплатными для пациентов.
Научная
Научные сотрудники осуществляют масштабные научные исследования и внедряют в клиническую практику новые разработки. С конца 1990-х годов НМИЦ имени академика Е.Н. Мешалкина сотрудничает с кардиохирургическими клиниками России, а также Италии, Германии, Нидерландов, США и других стран, ведёт совместную деятельность с научно-исследовательскими организациями, медицинскими производителями и сообществами. Благодаря уникальному трансляционному подходу в кратчайшие сроки реализуют идеи международного масштаба. НМИЦ имени академика Е.Н. Мешалкина ведёт научную работу в сфере клеточных технологий, а также новых биотехнологических расходных материалов для хирургии: стентов, графтов, клапанов нового поколения, протезов сосудов. Специалисты НМИЦ и институтов Сибирского отделения Российской академии наук с зарубежными коллегами разработали более 115 клеточных линий. Врачи участвуют в главных международных научных конференциях и съездах. Опыт сотрудников широко представлен в российских и зарубежных периодических печатных изданиях.
Образовательная
Осуществляет подготовку высококвалифицированных специалистов здравоохранения. Ежегодно обучение проходят более 2 тысяч человек. В 2009 году был создан учебный отдел, в состав которого входят группа высшего и дополнительного профессионального образования, симуляционный центр, научная библиотека и специализированный аудиторной фонд. Подразделение занимается организацией обучения по программам ординатуры, аспирантуры, профессиональной переподготовки и повышения квалификации, а также проведением мастер-классов, тренингов и семинаров.

## Консультация и диагностика
Врачи осуществляют диагностику и различные виды консультации, в числе которых заочная, а также телемедицинская консультация, проводимая с помощью средств видеосвязи. НМИЦ оснащён 320-срезовым компьютерным томографом.

## Инфраструктура
На территории расположены научно-клинический корпус, корпус онкологии и радиохирургии, лаборатория патоморфологии и электронной микроскопии, энергоблок. Есть симуляционный класс для приобретения практических навыков, экспериментальная операционная, учебная лаборатория, учебное центральное стерилизационное отделение, научная библиотека и музей. Также имеется 8 аудиторий и конференц-зал на 310 посадочных мест с терминалами видео-конференц-связи.

## Диссертационный совет
Диссертационный совет Д 208.063.01 по защите докторских и кандидатских диссертаций. Совет принимает к защите работы по специальностям:
3.1.15. Сердечно-сосудистая хирургия (медицинские науки),
3.1.12. Анестезиология и реаниматология (медицинские науки),
3.1.20. Кардиология (медицинские науки).

## Печатные издания
С 1997 года является учредителем и издателем ежеквартального научного рецензируемого журнала «Патология кровообращения и кардиохирургия», в котором публикуются результаты исследований, накопленных в ходе медицинских экспериментов и клинической практики. В редакционную коллегию входят учёные передовых медицинских учреждений Новосибирска, Москвы, Санкт-Петербурга, Архангельска, Томска, Кемерова и Челябинска. Журнал включён в перечень рецензируемых научных изданий, в которых должны быть опубликованы основные научные результаты диссертаций на соискание учёной степени кандидата наук, на соискание учёной степени доктора наук.